# Lakemoor (Illinois)
Lakemoor est un village des comtés de Lake et McHenry dans l'Illinois, aux États-Unis,. Situé en limite des deux comtés, il est incorporé le 8 juillet 1952.

## Démographie
Lors du recensement de 2010, le village comptait une population de 6 017 habitants. Elle est estimée, en 2016, à 5 982 habitants.

## Source de la traduction
- (en) Cet article est partiellement ou en totalité issu de l’article de Wikipédia en anglais intitulé « Lakemoor, Illinois » (voir la liste des auteurs).